# Profeția (film)
Profeția (în engleză The Prophecy) este un film de groază thriller fantastic din 1995 cu Elias Koteas, Virginia Madsen, Christopher Walken, Eric Stoltz și Viggo Mortensen. Este scris și regizat de Gregory Widen și este primul film din seria Profeția care mai conține patru continuări ale filmului. A devenit un film idol.
Profeția prezintă povestea arhanghelului Gabriel (Walken) în căutarea unui suflet demonic pe Pământ și a unui polițist (Koteas) care fără să știe ajunge în mijlocul unui război între îngeri.

## Povestea
În prologul filmului, Thomas Dagget (Elias Koteas) este pe cale să fie hirotonit ca preot al Bisericii Romano-Catolice, dar el este lovit de viziuni oribile cu îngeri aflați în război. Câțiva ani mai târziu, Thomas și-a pierdut credința și a abandonat biserica, acum el este un detectiv în Departamentul de Poliție din Los Angeles. Doi îngeri cad pe Pământ: unul, Simon (Eric Stoltz), îl avertizează pe Thomas de evenimentele viitoare, înainte de a dispărea. Al doilea, Uziel, (Jeff Cadiente), îl urmărește pe Simon și încearcă să-l omoare, dar este el însuși ucis. Investigând acest incident, Thomas se duce în apartamentul lui Simon și găsește un necrolog al unui veteran, recent decedat, din războiul coreean numit Hawthorne, necrolog format din articole decupate dintr-un ziar din Chimney Rock, Arizona. Și mai încurcat, Thomas găsește o copie a unui text teologic pe care el însuși l-a scris cu ani în urmă. În Chimney Rock, Simon îl găsește pe veteran și-i scoate sufletul din trup.
Medicul legist îi spune lui Thomas că trupul lui Uziel nu se aseamănă cu nimic: nu are ochi, nici un semn de dezvoltare a oaselor, hermafroditism, având același sânge ca al unui făt avortat. Printre obiectele personale găsite asupra cadavrului se găsește și o Biblie veche, scrisă de mână, care conține capitolul douăzeci și trei din Cartea Apocalipsei - capitol care nu există în oricare altă versiune a Bibliei. Thomas traduce capitol și află despre cel de-al doilea război în cer, pornit de către un grup de îngeri care au refuzat să accepte dorința lui Dumnezeu de a-l face pe om deasupra tuturor celorlalte creaturi, inclusiv superior îngerilor. Capitolul cuprinde o profeție potrivit căreia un "suflet întunecat" va fi găsit pe Pământ, și că acesta poate fi folosit ca o armă teribilă.

## Distribuție
- Elias Koteas – Thomas Dagget
- Virginia Madsen – Katherine
- Christopher Walken – arhanghelul Gabriel
- Eric Stoltz – Simon
- Viggo Mortensen – Lucifer
- Amanda Plummer – Rachael
- Moriah Shining Dove Snyder – Mary
- Adam Goldberg – Jerry
- Steve Hytner – Joseph
- J.C. Quinn – Burrows
- Jeff Cadiente – Uziel
- Patrick McAllister – Colonelul Hawthorne

## Vezi și
- „Iadul e acolo unde nu există Dumnezeu” de Ted Chiang